# Sotírios Charalámbis
Sotírios « Sotíris » Charalámbis (grec moderne : Σωτήριος «Σωτήρης» Χαραλάμπης) né en Achaïe près de Kalávryta vers 1770 et mort en 1826 à Nauplie était un homme politique grec qui participa à la guerre d'indépendance grecque.
Membre de la Filikí Etería, il participa aux premiers combats de la guerre d'indépendance grecque dans sa région natale. Il fut membre de la Gérousie du Péloponnèse en 1821 et représenta celle-ci lors de l'Assemblée nationale d'Épidaure en 1822 puis lors de l'Assemblée nationale d'Astros l'année suivante. Il fut alors nommé dans l'Exécutif grec de 1823.
Il mourut en 1826 à Nauplie.

## Sources
- (el) Parlement grec, Μητρώο Πληρεξουσίων, Γερουσαστών και Βουλευτών. 1822-1935, Athènes, Parlement grec,‎ 1986, 159 p. (lire en ligne) [PDF]
- (el) Phótios Chrysanthópoulos, Βίοι Πελοποννησίων ανδρών και των εξώθεν εις την Πελοπόννησον ελθόντων κληρικών, στρατιωτικών και πολιτικών των αγωνισαμένων τον αγώνα της επαναστάσεως, Athènes, Stávros Andrópoulos,‎ 1888, 335 p. (lire en ligne)